# Jacques Groffen
Jacobus Franciscus Joseph (Jacques) Groffen (Bergen op Zoom, 3 juni 1922 – Lichtenvoorde, 23 maart 1988) was een Nederlands politicus van de KVP en later het CDA.
Na de Rijks-hbs in Middelburg ging hij werken bij de gemeentesecretarie van Heinkenszand. In 1947 maakte hij de overstap van de gemeente Delft en vanaf 1961 werkte hij bij de gemeente Beverwijk waar hij het bracht tot hoofdcommies en waar hij werkzaam was als chef van het kabinet van de burgemeester. In september 1967 werd Groffen burgemeester van Dreumel en eind 1976 volgde zijn benoeming tot burgemeester van Lichtenvoorde. Hij ging daar midden 1987 met pensioen en nog geen jaar later overleed hij op 65-jarige leeftijd.